# José Abel
José Manuel Potier Ferreira Abel (Lisboa, 21 de março de 1948 — Paris, 8 de abril de 1993) foi um animador, realizador de cinema de animação, ilustrador e autor de banda desenhada português que construiu praticamente toda a sua carreira fora do país. Estudou na Bélgica, onde começou como animador, tendo posteriormente trabalhado em França, na Hungria e nos Estados Unidos. Entre os vários filmes onde colaborou como animador, contam-se Les Douze Travaux d'Astérix e La Ballade des Dalton dos Studios Idéfix de René Goscinny e Albert Uderzo, Les Maîtres du Temps de René Laloux e Moebius, Heavy Metal de Gerald Potterton e o seu trabalho na animação de efeitos especiais em Poltergeist, de Tobe Hooper e produzido/co-escrito por Steven Spielberg, nos estúdios Industrial Light & Magic (ILM) de George Lucas. Na banda desenhada destaca-se o trabalho nos desenhos dos dois álbuns da série Les Aventures de Brian et Alves, Aux Mains des Soviets e La Conspiration de l'Étoile Blanche, com argumento do jornalista Frédéric Charpier, originalmente editados pela Les Humanoïdes Associés. Em 1992 criou seu próprio estúdio (José Abel Studio), produzindo curtas metragens de animação e filmes publicitários.
Faleceu a 8 de Abril de 1993 de doença súbita em Paris, imediatamente após uma visita a Portugal.

## Percurso académico
José Abel começou por frequentar o curso de Desenho de Estátua na Escola Superior de Belas Artes de Lisboa (actual Faculdade de Belas-Artes da Universidade de Lisboa).
Em 1967 deixou o país para evitar o serviço militar obrigatório e estudou Cinématographie Expérimentale d'Animation na prestigiada École de la Cambre (La Cambre) em Bruxelas. Foi um dos primeiros a licenciar-se nessa escola, onde chegou a leccionar como professor assistente.

## Animação
Em Bruxelas inicia o trabalho como animador no Belvision Studios, colaborando, posteriormente, nos Studios Idéfix de René Goscinny e Albert Uderzo. É aí que trabalha como animador em Les Douze Travaux d'Astérix e La Ballade des Dalton.
A partir daí inicia uma série de trabalhos e colaborações que o levam a França, Hungria e Estados Unidos.
A sua carreira construiu-se sempre longe de Portugal, à excepção de uma curta estada entre 1982 e 83, onde trabalhou nas produtoras Telecine-Moro e Costa do Castelo em animações diversas, sobretudo para filmes publicitários. Ainda nesse período publicou desenhos na imprensa de esquerda.
Em 1992 foi presidente do júri do Festival Internacional de Cinema de Animação — Cinanima. No ano seguinte, e em sua homenagem, o mesmo festival institui o Prémio José Abel para a Melhor Animação Europeia.

### Participação em longas metragens
| Ano  | Título                                                      | Papel                         | Notas | País                                    |
| ---- | ----------------------------------------------------------- | ----------------------------- | --- | --------------------------------------- |
| 1976 | Les Douze Travaux d'Astérix                                 | Animador                      | Realização: René Goscinny e Albert Uderzo; Produção: Studios Idéfix, Dargaud Films, Les Productions René Goscinny, Halas and Batchelor                                                                   | França / Reino Unido                    |
| 1978 | La Ballade des Dalton                                       | Animador                      | Creditado como J.Potier; Realização: René Goscinny e Morris; Produção: Dargaud Films, Les Productions René Goscinny, Studios Idéfix                                                                      | França                                  |
| 1979 | Les Fabuleuses Aventures du légendaire baron de Münchhausen | Animador                      | Realização e produção: Jean Image; Studio Jean Image, Cartoon Farm, Pannonia Film (Hungria) | França                                  |
| 1980 | Le Chaînon Manquant                                         | Animador                      | Realização: Jean-Paul Walravens; Pils Film (Bélgica), SND (França) | Bélgica / França                        |
| 1981 | Heavy Metal                                                 | key animator                  | Realização: Gerald Potterton | Canadá                                  |
| 1982 | Les Maîtres du Temps                                        | Animador                      | Realização: René Laloux; Argumento: Jean-Patrick Manchette, Moebius e René Laloux, a partir de L'Orphelin de Perdide (Stefan Wul); Pannonia Film                                                         | França / Hungria                        |
| 1982 | Poltergeist                                                 | visual effects animator       | Creditado como "José Able" - ILM; Realização: Tobe Hooper; Produção: Frank Marshall e Steven Spielberg; Argumento: Steven Spielberg, Michael Grais e Mark Victor; Industrial Light & Magic (ILM) studios | E.U.A.                                  |
| 1984 | Katy - la Oruga                                             | Animador                      | Realização: José Luis Moro e Santiago Moro | México / Espanha                        |
| 1987 | Le Big Bang                                                 | Animador e layout artist      | Realização: Jean-Paul Walravens | Bélgica / França                        |
| 1989 | All Dogs go to Heaven                                       | additional character animator | Realização: Don Bluth, Gary Goldman e Dan Kuenster | Irlanda / Reino Unido / E.U.A. / França |
| 1990 | DuckTales the Movie: Treasure of the Lost Lamp              | ?                             | Realização: Bob Hathcock; Produções Walt Disney | E.U.A. / França                         |
| 1991 | Robinson et Compagnie                                       | Animador                      | Realização: Jacques Colombat | França                                  |

### Outros trabalhos em animação
| Ano  | Título                       | Papel               | Notas | País   |
| ---- | ---------------------------- | ------------------- | --- | ------ |
| 1987 | Rahan Fils des Ages Farouche | model sheets artist | Série de televisão de animação (26 episódios), a partir da banda desenhada de Roger Lécureux e André Chéret. Difusão inicial em França no Canal+ e no Canadá na Télévision de Radio-Canada (actual ICI Radio-Canada Télé). | França |

### Últimos trabalhos de animação
| Ano  | Título                     | Papel      | Notas | País   |
| ---- | -------------------------- | ---------- | --- | ------ |
| 1991 | Des Chats d'après Steinlen | Realizador | Curta metragem | França |
| 1992 | Cabarets                   | Realizador | Curta metragem integrada numa série inspirada em obras de Henri de Toulouse-Lautrec                                                                   | França |
| 1993 | Opéra Imaginaire           | Realizador | Como realizador do segmento Tosca: E Lucevan Le Stelle. Sequência de animação inspirada numa ária do terceiro acto da ópera Tosca de Giacomo Puccini. | França |

## Ilustração e Banda Desenhada
| Ano  | Título                              | Papel      | Notas | País   |
| ---- | ----------------------------------- | ---------- | --- | ------ |
| 1980 | Je n'attends pas d'être Grand       | Ilustrador | Poemas: Livia Javor; Ilustrações: José Abel (colaboração de Marika Schwarcz); Éditions Leon Faure | França |
| 1984 | Aux Mains des Soviets               | Desenhos   | Primeiro álbum de banda desenhada da série Les Aventures de Brian et Alves; Encomenda directa para a revista francesa Métal Hurlant Aventure (#4 a #7 - 1984); Publicado em Portugal no Jornal da BD ("Às Mãos dos Sovietes", #137 - março 1985 a #144 - maio 1985 ); Argumento: Frédéric Charpier; Desenhos: José Abel; Cor: Maria Nemeth; Les Humanoïdes Associés | França |
| 1989 | La Conspiration de l'Étoile Blanche | Desenhos   | Segundo e último álbum de banda desenhada da série Les Aventures de Brian et Alves; Argumento: Frédéric Charpier; Desenhos: José Abel; Cor: Nadine Voillat; Les Humanoïdes Associés | França |
| 1992 | Une Nuit au Cirque                  | Desenhos   | História curta no quarto álbum colectivo de banda desenhada erótica Fripons (collectif Humanos); Argumento: Seudebias; Desenhos: José Abel; Les Humanoïdes Associés | França |